# Wood County, Ohio
Wood County är ett administrativt område i delstaten Ohio, USA, med 125 488 invånare. Den administrativa huvudorten (county seat) är Bowling Green. 

## Geografi
Enligt United States Census Bureau så har countyt en total area på 1 096 km². 1 599 km² av den arean är land och 8 km² är vatten.      

### Angränsande countyn
- Lucas County - norr
- Ottawa County - nordost
- Sandusky County - öst
- Seneca County - sydost
- Hancock County - söder
- Putnam County - sydväst
- Henry County - väst